# ميريت (كولومبيا البريطانية)
ميريت (بالإنجليزية: Merritt)‏ هي مدينة كندية تقع في مقاطعة كولومبيا البريطانية. تبلغ مساحة هذه المدينة 24.9448 (كم²)، ويبلغ عدد سكانها 6998 نسمة حسب إحصاء سنة 2006 م، بينما كان يسكنها 7088 نسمة في سنة 2001 م. تحتل هذه المدينة المرتبة رقم 520 بين مدن كندا حسب عدد السكان والمرتبة رقم 74 في المقاطعة. نما عدد السكان في هذه المدينة بنسبة (-1.3) بين العامين المذكورين.

## المناخ
| البيانات المناخية لـميريت 1981–2010 | البيانات المناخية لـميريت 1981–2010 | البيانات المناخية لـميريت 1981–2010 | البيانات المناخية لـميريت 1981–2010 | البيانات المناخية لـميريت 1981–2010 | البيانات المناخية لـميريت 1981–2010 | البيانات المناخية لـميريت 1981–2010 | البيانات المناخية لـميريت 1981–2010 | البيانات المناخية لـميريت 1981–2010 | البيانات المناخية لـميريت 1981–2010 | البيانات المناخية لـميريت 1981–2010 | البيانات المناخية لـميريت 1981–2010 | البيانات المناخية لـميريت 1981–2010 | البيانات المناخية لـميريت 1981–2010 |
| الشهر                               | يناير                               | فبراير                              | مارس                                | أبريل                               | مايو                                | يونيو                               | يوليو                               | أغسطس                               | سبتمبر                              | أكتوبر                              | نوفمبر                              | ديسمبر                              | المعدل السنوي                       |
| ----------------------------------- | ----------------------------------- | ----------------------------------- | ----------------------------------- | ----------------------------------- | ----------------------------------- | ----------------------------------- | ----------------------------------- | ----------------------------------- | ----------------------------------- | ----------------------------------- | ----------------------------------- | ----------------------------------- | ----------------------------------- |
| الدرجة القصوى °م (°ف)               | 17.5 (63.5)                         | 16.0 (60.8)                         | 23.5 (74.3)                         | 30.6 (87.1)                         | 36.0 (96.8)                         | 37.5 (99.5)                         | 39.5 (103.1)                        | 39.0 (102.2)                        | 38.5 (101.3)                        | 30.5 (86.9)                         | 21.7 (71.1)                         | 18.5 (65.3)                         | 39.5 (103.1)                        |
| متوسط درجة الحرارة الكبرى °م (°ف)   | 1.1 (34.0)                          | 4.2 (39.6)                          | 10.2 (50.4)                         | 15.1 (59.2)                         | 19.4 (66.9)                         | 23.0 (73.4)                         | 26.7 (80.1)                         | 27.0 (80.6)                         | 21.9 (71.4)                         | 13.7 (56.7)                         | 5.2 (41.4)                          | 0.0 (32.0)                          | 14.0 (57.2)                         |
| المتوسط اليومي °م (°ف)              | −3.0 (26.6)                         | −0.5 (31.1)                         | 4.1 (39.4)                          | 8.1 (46.6)                          | 12.3 (54.1)                         | 15.9 (60.6)                         | 18.8 (65.8)                         | 18.6 (65.5)                         | 13.9 (57.0)                         | 7.6 (45.7)                          | 1.2 (34.2)                          | −3.7 (25.3)                         | 7.8 (46.0)                          |
| متوسط درجة الحرارة الصغرى °م (°ف)   | −7.0 (19.4)                         | −5.2 (22.6)                         | −2.1 (28.2)                         | 1.1 (34.0)                          | 5.1 (41.2)                          | 8.7 (47.7)                          | 10.8 (51.4)                         | 10.1 (50.2)                         | 5.9 (42.6)                          | 1.5 (34.7)                          | −2.9 (26.8)                         | −7.3 (18.9)                         | 1.6 (34.9)                          |
| أدنى درجة حرارة °م (°ف)             | −40.0 (−40.0)                       | −32.0 (−25.6)                       | −28.3 (−18.9)                       | −8.3 (17.1)                         | −4.4 (24.1)                         | −0.6 (30.9)                         | 1.7 (35.1)                          | 0.0 (32.0)                          | −6.7 (19.9)                         | −23.0 (−9.4)                        | −32.0 (−25.6)                       | −42.8 (−45.0)                       | −42.8 (−45.0)                       |
| الهطول مم (إنش)                     | 30.5 (1.20)                         | 19.4 (0.76)                         | 16.2 (0.64)                         | 15.1 (0.59)                         | 30.1 (1.19)                         | 36.6 (1.44)                         | 29.1 (1.15)                         | 20.6 (0.81)                         | 24.6 (0.97)                         | 27.6 (1.09)                         | 35.4 (1.39)                         | 36.0 (1.42)                         | 321.1 (12.64)                       |
| معدل هطول الأمطار مم (إنش)          | 13.7 (0.54)                         | 11.0 (0.43)                         | 11.8 (0.46)                         | 14.2 (0.56)                         | 29.8 (1.17)                         | 36.6 (1.44)                         | 29.1 (1.15)                         | 20.6 (0.81)                         | 24.6 (0.97)                         | 26.2 (1.03)                         | 23.4 (0.92)                         | 13.3 (0.52)                         | 254.5 (10.02)                       |
| متوسط تساقط الثلوج سم (إنش)         | 16.8 (6.6)                          | 8.3 (3.3)                           | 4.4 (1.7)                           | 0.9 (0.4)                           | 0.3 (0.1)                           | 0.0 (0.0)                           | 0.0 (0.0)                           | 0.0 (0.0)                           | 0.0 (0.0)                           | 1.3 (0.5)                           | 12.0 (4.7)                          | 22.7 (8.9)                          | 66.7 (26.3)                         |
| متوسط أيام هطول الأمطار (≥ 0.2 mm)  | 9.7                                 | 7.9                                 | 8.0                                 | 7.8                                 | 9.5                                 | 9.6                                 | 7.0                                 | 6.2                                 | 7.3                                 | 9.5                                 | 11.5                                | 10.0                                | 104.1                               |
| متوسط الأيام الممطرة (≥ 0.2 mm)     | 4.6                                 | 4.7                                 | 6.6                                 | 7.4                                 | 9.4                                 | 9.6                                 | 7.0                                 | 6.2                                 | 7.3                                 | 9.2                                 | 8.4                                 | 3.9                                 | 84.2                                |
| متوسط الأيام المثلجة (≥ 0.2 cm)     | 5.6                                 | 3.8                                 | 1.7                                 | 0.7                                 | 0.2                                 | 0.0                                 | 0.0                                 | 0.0                                 | 0.0                                 | 0.4                                 | 4.0                                 | 6.6                                 | 22.8                                |
| المصدر: en:Environment Canada       |                                     |                                     |                                     |                                     |                                     |                                     |                                     |                                     |                                     |                                     |                                     |                                     |                                     |

## أعلام
- ويليام جيبسون
- رون فيشر
- جوستين كوكس
- باول كروزه
- جوني ديفاين

## وصلات خارجية
- الأطلس الحكومي لكندا
- إحصاءات كندا مع ساعة تعداد السكان